# Roztoki (Międzylesie)

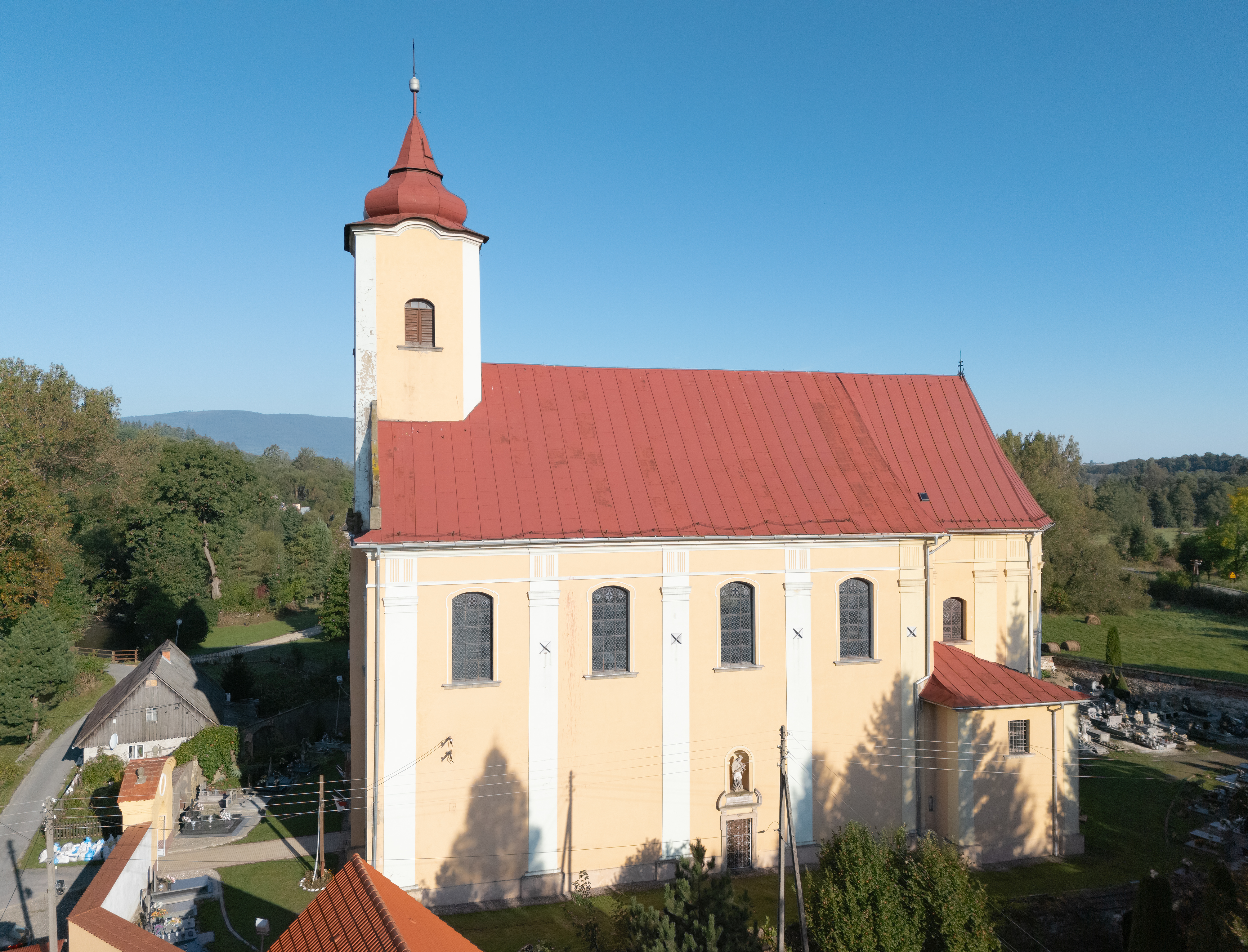
Pfarrkirche St. Martin

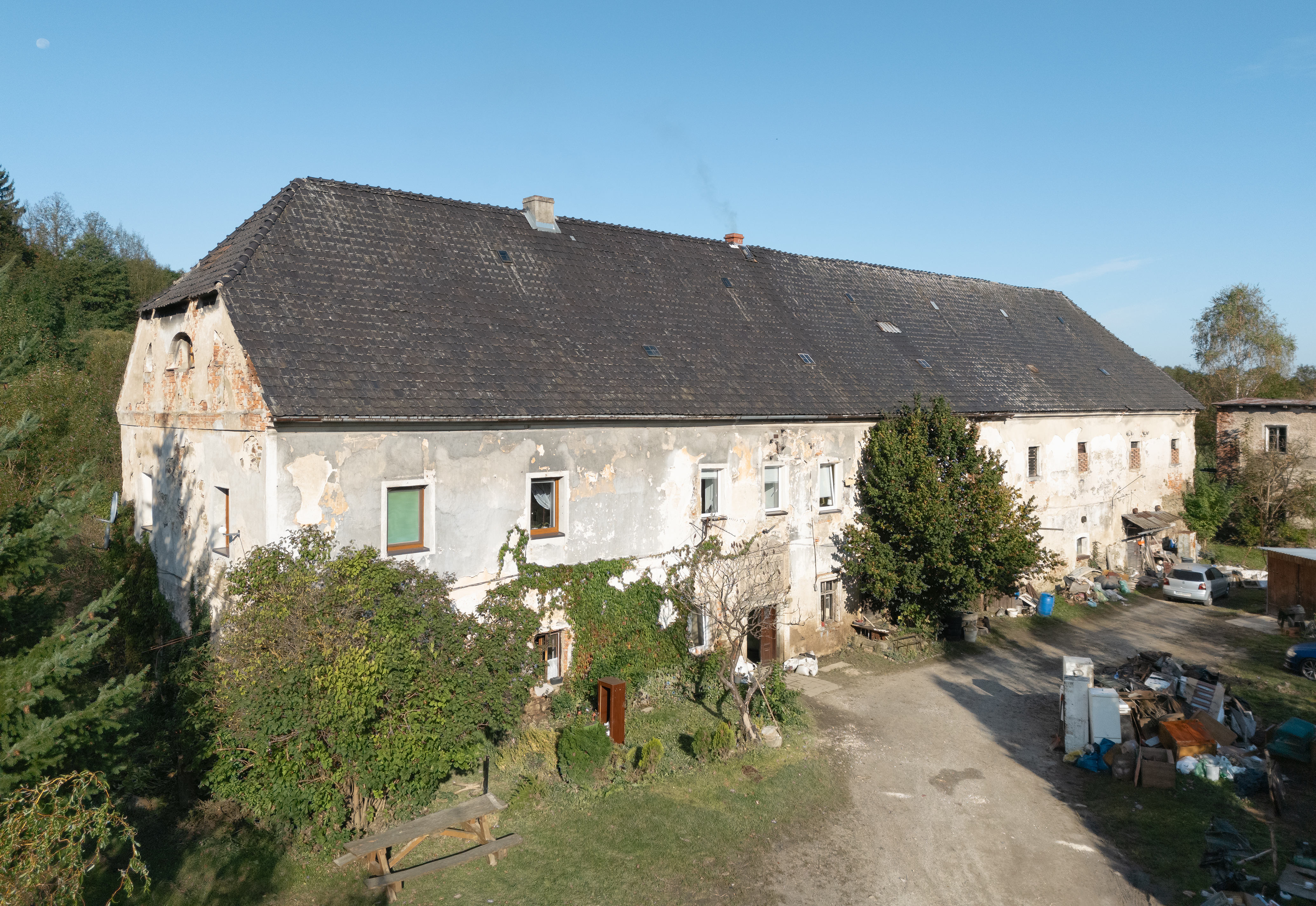
Ehemaliges Richtergut

Roztoki [rɔs'tɔki] (deutsch: Schönfeld) ist ein Ort in der Stadt- und Landgemeinde Międzylesie (Mittelwalde) im Powiat Kłodzki der Woiwodschaft Niederschlesien in Polen. Es liegt fünf Kilometer nördlich von Roztoki.

## Geographie
Roztoki liegt zwischen dem Glatzer Schneegebirge und dem Habelschwerdter Gebirge im Tal der Glatzer Neiße. Durch den Ort führt die Landesstraße 33 von Kłodzko (Glatz), die südlich von Boboszów (Bobischau) nach Tschechien führt. Nachbarorte sind Domaszków (Ebersdorf) im Norden, Nowa Wieś (Neundorf) und Gajnik (Hain) im Osten, Michałowice (Michaelsthal) und Goworów (Lauterbach) im Südosten, Nagodzice (Herzogswalde) im Süden, Różanka (Rosenthal) im Südwesten, die Burg Schnallenstein sowie Gniewoszów (Seitendorf) im Westen und Długopole Górne (Oberlangenau) im Nordwesten, wo auch der 739 m hohe Jedlnik (Dreitannenberg) liegt.

## Geschichte
Schönfeld wurde erstmals 1358 als „Schoninvelt“ erwähnt. Weitere Schreibweisen waren Schonwald (1360), Schonfeld (1361) und Schonwald (1462) sowie Schönwaldt. Es ist für 1360 als Pfarrort nachgewiesen und gehörte bis 1610 den jeweiligen Besitzern der Herrschaft Mittelwalde. Bei einem Hochwasser 1598 ertranken sechs Einwohner von Schönfeld. Im Dreißigjährigen Krieg richteten die Schweden große Schäden an.
Nach dem Ersten Schlesischen Krieg 1742 und endgültig mit dem Hubertusburger Frieden 1763 fiel Schönfeld zusammen mit der Grafschaft Glatz an Preußen. Für Anfang des 19. Jahrhunderts sind nachgewiesen: eine Pfarrkirche, ein Pfarrhaus, eine Schule, ein herrschaftliches Vorwerk, eine Erbschölzerei, eine Ziegelei, ein Kretscham, eine Wassermühle, 22 Bauern sowie 92 Gärtner und Häusler. Unter den Einwohnern waren je ein Schmied, Bäcker, Schneider und Schuster.
Nach der Neugliederung Preußens gehörte Schönfeld ab 1815 zur Provinz Schlesien und war zunächst dem Landkreis Glatz eingegliedert. Zum 24. Januar 1818 erfolgte die Umgliederung in den Landkreis Habelschwerdt, mit dem es bis 1945 verbunden blieb. 1939 wurden 629 Einwohner gezählt.
Als Folge des Zweiten Weltkriegs fiel Schönfeld 1945 wie fast ganz Schlesien an Polen und wurde in Roztoki umbenannt. Die deutsche Bevölkerung wurde vertrieben. Die neu angesiedelten Bewohner waren teilweise Zwangsumgesiedelte aus Ostpolen, das an die Sowjetunion gefallen war. 1975–1998 gehörte Roztoki zur Woiwodschaft Wałbrzych (Waldenburg).

### Herrschaft Schönfeld

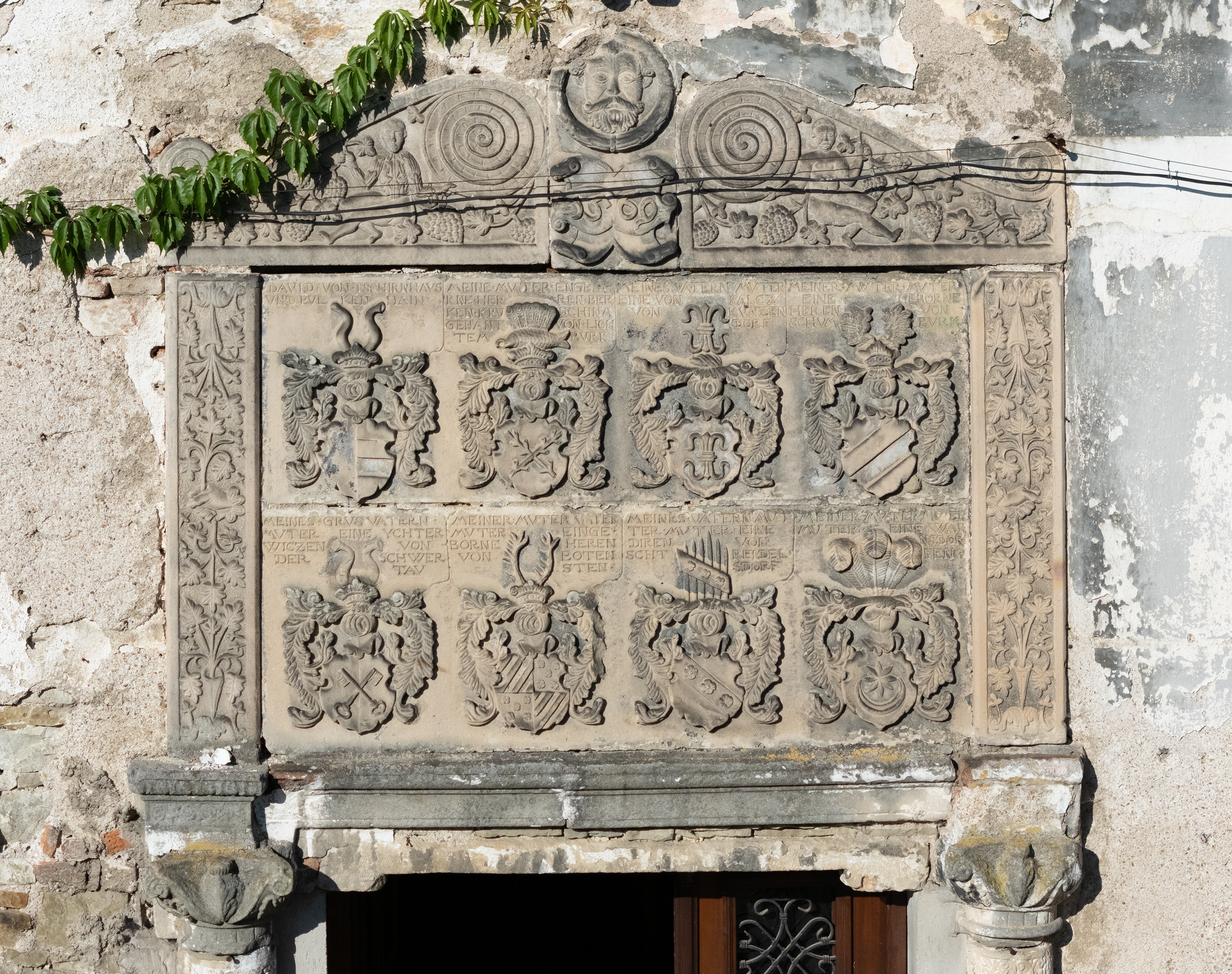
Kartusche am Portal des Freirichterhofs

Schönfeld gehörte zunächst zur Herrschaft Mittelwalde. Nachdem Friedrich, Hans und David Heinrich, Enkel des Friedrich von Tschirnhaus, in den Freiherrenstand erhoben wurden, teilten sie 1610 ihr Erbe. Der älteste Bruder Friedrich erhielt die Dörfer Schönfeld, Hain, Neundorf, Lauterbach, Gläsendorf, Thanndorf und Neißbach, die fortan die „Herrschaft Schönfeld“ bildeten. Schon vorher wurden die Besitzungen vom Lehen ins Erbe versetzt.
Friedrich von Tschirnhaus war kaiserlicher Truchsess und heiratete 1610 Elisabeth von Dohna, Witwe des Ferdinand Hofmann von Grünbühel auf Grafenstein, durch welche er auch an böhmische Besitzungen gelangte. Nach ihrem Tod am 3. August 1611 heiratete er Juliana von Damnitz. Im Gegensatz zu seinen Brüdern war Friedrich ein bekennender Katholik. Nach dessen Tod 1614 übernahm die verschuldete Herrschaft Schönwald seine Witwe Juliana, die zwei Jahre später den erzherzöglichen Kämmerer Johann Arbogast von Annenberg heiratete. Wegen der Wirren, die durch den Böhmischen Ständeaufstand von 1618 ausgelöst wurden, gelangte Johann Arbogast erst 1623 in den dauerhaften Besitz der Herrschaft Schönfeld. Nach dessen Tod 1645 erbte die Besitzungen sein Sohn Karl Heinrich, der die Herrschaft Schönfeld 1648 dem Reichsgrafen Michael Ferdinand von Althann verkaufte, dem bereits die Herrschaften Mittelwalde und Wölfelsdorf gehörten. Nachfolgend errichtete er mit kaiserlicher Genehmigung aus den Herrschaften Schönfeld, Mittelwalde und Wölfelsdorf ein Majorat, das 1658 sein gleichnamiger Sohn Michael Wenzel (Franz) erbte. Nach dessen frühem Tod ging das Majorat an einen Halbbruder seines Vaters, den kaiserlichen Rat und Kämmerer Michael Wenzel von Althann († 1686), den späteren Landeshauptmann der Grafschaft Glatz. Erbe wurde dessen gleichnamiger Sohn, der 1738 im Alter von 70 Jahren starb. Die Majoratsherrschaften Mittelwalde, Schönfeld, Wölfelsdorf, Grulich u. a. fielen an seinen Sohn Michael Emmanuel von Althann. Dieser starb 1749, und die Majoratsherrschaften fielen an seinen einzigen, noch nicht volljährigen Sohn Michael Otto. Dieser gründete auf dem Gebiet seiner Herrschaft Schönfeld die Dörfer Michaelsthal und Neuneißbach. Da er nur eine Tochter hinterließ, fielen seine Majoratsherrschaften 1797 an den ältesten Agnaten, den kaiserlichen Kammerherrn Michael Karl von Althann, einen Enkel des Michael Ferdinand von Althann. Michael Karl von Althann starb kinderlos und vererbte die Majoratsherrschaften seinem Bruder Michael Wenzel von Althann. Nachdem auch dieser 1810 ohne Nachkommen verstarb, fielen sämtliche Majoratsherrschaften an Michael Johann aus der spanischen Linie der Althann, von dem sie 1815 sein Bruder Michael Franz erbte.

## Sehenswürdigkeiten
- Das ehemalige Richtergut wurde 1568 errichtet und um 1600 umgebaut. Es diente als Herrensitz der Herren von Tschirnhaus und wurde im Dreißigjährigen Krieg 1643 von den Schweden zerstört. Das Renaissance-Portal mit floralem Dekor enthält eine Kartusche mit der Jahreszahl 1569 und in einem Medaillon acht Familienwappen sowie das Porträt eines Mannes.
- Die bereits 1360 erwähnte St.-Martins-Pfarrkirche wurde Ende des 16. Jahrhunderts durch die Herren von Tschirnhaus neu errichtet. Mit Genehmigung des Prager Konsistoriums wurde 1720–1726 – vermutlich nach Entwurf des Althann'schen Architekten Jakob Carove – ein größeres Gotteshaus erbaut und im Stil des Barock ausgestattet. Der durch einen Brand von 1900 zerstörte Hauptaltar von Michael Klahr d. Ä. wurde von August Klein aus Bad Landeck neu geschaffen. Erhalten sind von Michael Klar d. Ä. die Seitenaltäre der hll. Anna, Johannes Nepomuk und Maria Immaculata sowie die Kanzel. Sie ist an der Balustrade mit Figuren der Kirchenväter und an der Brüstung mit den Vier Evangelisten verziert. Den Schalldeckel schmücken Gottvater und Moses. Ebenfalls von Klahr stammen die Figuren des böhmischen Landesheiligen Johannes von Nepomuk und des hl. Martin an den Außenmauern. Die Außenfigur der hl. Barbara stammt aus der 1. Hälfte des 18. Jahrhunderts. Der Orgelprospekt ist von 1900. Die Kirche ist von einer Mauer mit einem spätbarocken Tor und einem Beinhaus umgeben.
- Das Pfarrhaus von 1794/95 wurde 1836 neu aufgebaut.